# Det belgiske Kongebesøg
Det belgiske Kongebesøg er en stumfilm fra 1928 af ukendt instruktør.

## Handling
Stor menneskemængde på Vesterbrogade og på Københavns rådhusplads venter på, at den belgiske kong Albert skal ankomme. Kongen kommer ikke, men en mand i menneskemængden står med skilt, hvorpå der kan læses: 'Jesus kommer snart'. Den 17. april 1928: Den belgiske kong Albert besøg Danmark. Københavns rådhusplads er fyldt med mennesker. Ankomst til Amalienborg. Strøget med trafik og optog. Dansk hestetrukken feltartilleri fra hæren kører over Amalienborg slotsplads. De kongelige kører over Amalienborg slotsplads. Mere feltartilleri.